# Jalil Zaidan Agool
Jalil Zaidan Agool (2 novembre 1967) è un ex calciatore iracheno, di ruolo portiere.

## Carriera
Con la Nazionale irachena ha partecipato ai Coppa d'Asia 1996.